# Lucio Domizio Alessandro
Lucio Domizio Alessandro (latino: Lucius Domitius Alexander; ... – 309/311) era il vicario del prefetto del pretorio in Africa e controllava anche la Sardegna.
Quando l'imperatore romano Massenzio gli ordinò di inviare a Roma il proprio figlio come ostaggio, Alessandro si rifiutò e i suoi soldati lo proclamarono imperatore (308), malgrado fosse già in età avanzata. Fu sconfitto e ucciso nel 311.

## Biografia
Alessandro era originario della Frigia o della Pannonia; all'epoca dei fatti era già in età avanzata.
Il racconto più dettagliato dell'insurrezione è quello di Zosimo, che però ne dà un rendiconto alquanto confuso. Secondo questo storico bizantino del VI secolo, Massenzio inviò le proprie raffigurazioni in Africa, per essere riconosciuto imperatore dalla provincia; le truppe africane, fedeli a quel Galerio che era stato spodestato proprio da Massenzio, si rifiutarono di abbandonare il proprio imperatore. Quando Massenzio chiese a Domizio Alessandro di inviargli il proprio figlio a Roma come ostaggio per garantirsi la fedeltà del vicario, questi si rifiutò, venendo riconosciuto imperatore dall'esercito. È possibile che Zosimo confondesse Galerio con Massimiano, il quale era in conflitto col figlio Massenzio all'inizio del 308.
C'è un'iscrizione che prova come Alessandro e Costantino I si allearono contro Massenzio, riconoscendosi augusti a vicenda. È stato suggerito che il patto fosse stretto nell'autunno del 310.
Massenzio inviò il proprio prefetto del pretorio Rufio Volusiano e un certo Zena a sedare la rivolta. Alessandro fu fatto prigioniero e giustiziato: apparentemente le sue truppe non opposero molta resistenza. Massenzio si vendicò confiscando le proprietà di coloro che furono accusati di aver sostenuto Alessandro. La deposizione di Alessandro è stata datata differentemente: gli anni che vanno dal 309 al 311 sono stati proposti.
È possibile che si trattasse di Valerio Alessandro, vicario del prefetto del pretorio d'Africa nel 303-306, che potrebbe aver cambiato il proprio nome in occasione dell'ascesa al trono. Esiste una sua iscrizione in cui riconosce a Massenzio il titolo di victoriosissimus e di libertatis restitutor, forse in relazione alla vittoria di Massenzio su Flavio Severo.

### Fonti primarie
- Sesto Aurelio Vittore, Epitome de Caesaribus.
- Zosimo, Historia nea. Edizione francese a cura di François Paschoud: (FR) Zosime, Histoire Nouvelle, Paris, Les Belles Lettres, 2000  [1986],  pp. 213 e ss.

### Fonti secondarie
- (EN) Timothy D. Barnes, The New Empire of Diocletian and Constantine, Cambridge (Massachusetts), Harvard University Press, 1982,  pp. 14 e ss., ISBN 0-7837-2221-4.
- (FR) André Chastagnol, Les Fastes de la Préfecture de Rome au Bas-Empire, Paris, Nouvelles éditions latines, 1962,  pp. 54 e ss. Ospitato su archive.org.
- Michael DiMaio, L. Domitius Alexander (308-309 A.D.), su De imperatoribus Romanis[collegamento interrotto], roman-emperors.org.
- (EN) John Robert Martindale, Arnold Hugh Martin Jones e John Morris, Alexander, in The Prosopography of the Later Roman Empire, vol. I, Cambridge University Press, 1971,  p. 43, ISBN 0521072336.